# Franz Zamponi
Franz Zamponi (* 30. Juli 1904 in Wels; † 28. Februar 1966 in Linz) war ein oberösterreichischer Politiker (SPÖ) und Rechtsanwalt. Er war Obmann des Bundes sozialistischer Akademiker Oberösterreichs und von 1945 bis 1966 Abgeordneter zum Oberösterreichischen Landtag.

## Ausbildung und Beruf
Zamponi verbrachte seine Jugend in Villach und absolvierte dort auch das örtliche Gymnasium. Nachdem er in Villach die Matura bestanden hatte, studierte er Rechtswissenschaften an den Universitäten Freiburg, Wien sowie Graz und promovierte 1927 zum Doktor der Rechtswissenschaften. Bereits während seines Studiums arbeitete Zamponi in der Gemeindeverwaltung von Villach, nach der Erhebung von Villach zur Statutarstadt übernahm er den Posten des Direktor-Stellvertreters des Villacher Magistrates. Zudem war er Obmann der Personalvertretung der Gemeindeangestellten der Stadt Villach. Zamponi wurde 1934, im Jahr des Österreichischen Bürgerkriegs, zwangspensioniert.
Nach dem Beginn des Zweiten Weltkriegs musste Zamponi mehrere Jahre Kriegsdienst leisten, danach kam er als Angestellter der Rechtsabteilung dienstverpflichtet zur Steyr-Daimler-Puch-AG. Bereits nach seiner Zwangspensionierung hatte er mit der Ausbildung zum Rechtsanwalt begonnen, wodurch er nach dem Ende des Krieges ab 1945 als Rechtsanwalt in Linz tätig werden konnte. Zudem wurde er 1945 Ausschussmitglied der Rechtsanwaltskammer und wirkte in der Folge auch als Prüfungskommissar für die Richteramts- und Rechtsanwaltsprüfung am Oberlandesgericht Linz.

## Politik und Funktionen
Zamponi engagierte sich in Linz in der Sozialdemokratischen Partei und wurde Mitglied der SPÖ-Bezirksleitung Linz. Er stieg in der Folge zum Mitglied der SPÖ Parteivertretung des Parteivorstandes Oberösterreich auf und hatte auch das Amt des Obmanns des Bundes sozialistischer Akademiker Oberösterreichs inne. Zudem war er Aufsichtsratsmitglied der Metallwerke Ranshofen-Berndorf. Die Sozialdemokratische Partei Österreichs vertrat er vom 13. Dezember 1945 bis zum 28. Februar 1966 im Oberösterreichischen Landtag, wobei er Obmann des Ausschusses für Gemeinden, Verfassung und Verwaltung, für allgemeine und innere Angelegenheiten und des Geschäftsordnungsausschusses war. Zudem hatte er die Funktion des Obmann-Stellvertreters des Ausschusses für Finanzen und des Immunitätsausschusses inne.

## Privates
Zamponi war verheiratet und Vater eines Sohnes.

## Auszeichnungen
- Goldenes Ehrenzeichen für Verdienste um die Republik Österreich